# Alexandra Kirjašovová
Alexandra Alexandrovna Kirjašovová (rusky Александра Александровна Киряшова; * 21. srpna 1985, Leningrad) je ruská atletka, jejíž specializací je skok o tyči.
Mezi její největší úspěchy patří titul mistryně Evropy do 23 let z roku 2007 a dvě zlaté medaile ze světových letních univerziád (Bangkok 2007, Šen-čen 2011).

## Kariéra

### Úspěchy
| Rok  | Závod                             | Místo              | Umístění    | Výkon  |
| ---- | --------------------------------- | ------------------ | ----------- | ------ |
| 2001 | Mistrovství světa do 17 let       | Debrecín, Maďarsko | 2.          | 4,00 m |
| 2001 | EOFM                              | Murcia, Španělsko  | 1.          | 4,00 m |
| 2003 | Mistrovství Evropy juniorů        | Tampere, Finsko    | 3.          | 4,15 m |
| 2007 | Halové mistrovství Evropy 2007    | Birmingham, Anglie | kvalifikace | 4,25 m |
| 2007 | Mistrovství Evropy do 23 let      | Debrecín, Maďarsko | 1.          | 4,50 m |
| 2007 | Univerziáda                       | Bangkok, Thajsko   | 1.          | 4,40 m |
| 2009 | Halové mistrovství Evropy 2009    | Turín, Itálie      | 4.          | 4,50 m |
| 2009 | Mistrovství světa v atletice 2009 | Berlín, Německo    | 9.          | 4,40 m |
| 2011 | Halové mistrovství Evropy 2011    | Paříž, Francie     | 6.          | 4,60 m |
| 2011 | Univerziáda                       | Šen-čen, Čína      | 1.          | 4,65 m |

## Osobní rekordy
- hala – 465 cm – 26. února 2010, Moskva
- venku – 465 cm – 1. srpna 2009, Tula